# Angelo Tarchi
Angelo Tarchi (* um 1760 in Neapel; † 19. August 1814 in Paris) war ein italienischer Komponist.
Tarchi erhielt seine musikalische Ausbildung in Neapel, wo zwischen 1778 und 1780 seine ersten komischen Opern aufgeführt wurden. Seine folgenden Opern wurden mit großem Erfolg an Theatern in Rom, Florenz und Mailand aufgeführt.
Ab 1785 wandte sich Tarchi verstärkt der Opera seria zu. Zwischen 1787 und 1789 war er musikalischer Leiter des King’s Theatre in London. Nach einem Aufenthalt in Italien lebte er ab 1798 in Paris, wo er zuletzt als Gesangslehrer wirkte. Tarchi komponierte mehr als 50 Opern, außerdem auch kirchenmusikalische Werke.

## Werke
- L’archetiello, Commedia per musica, 1778
- I viluppi amorosi, Commedia per musica, 1778
- Il barbiere di Arpino, Farsa, 1779
- Il re alla caccia, Commedia per musica, (Libretto: Pasquale Mililotti), 1780
- Le disgrazie fortunate, Intermezzo, 1781
- Don Fallopio, Intermezzo, 1782
- Il guerriero immaginario, Intermezzo, 1783
- Ademira, Opera seria (Libretto: Ferdinando Moretti), 1783
- I fratelli Pappamosca, Commedia per musica (Libretto: Francesco Saverio Zini), 1784
- Bacco ed Arianna, Kantate, 1784
- Le cose d’oggi giorno divise in trenta tomi, tomo primo, parte prima, Intermezzo, 1784
- Il matrimonio per contrattempo, Commedia per musica, 1785
- Mitridate re di Ponto, Dramma per musica, 1785
- L’Arminio,  Dramma per musica (Libretto: Ferdinando Moretti), 1785
- Ifigenia in Aulide,  Dramma per musica, (Libretto: Apostolo Zeno), 1785
- Virginia, Dramma per musica, 1785
- Ariarate, Dramma per musica, (Libretto: Ferdinando Moretti), 1786
- Ifigenia in Tauride, Dramma per musica, (Libretto: Marco Coltellini), 1786
- Publio, Dramma per musica, (Libretto: Agostino Piovene), 1786
- Demofoonte, Dramma per musica, (Libretto: Pietro Metastasio), 1786
- Il trionfo di Clelia, Dramma per musica, (Libretto: Pietro Metastasio), 1786
- Melite riconosciuta, Dramma per musica, (Libretto: Gaetano Roccaforte), 1787
- Il conte di Saldagna, Tragedia, (Libretto: Ferdinando Moretti), 1878
- Le nozze di Figaro, Dramma per musica nach Lorenzo da Ponte, 1787
- Antioco, Dramma per musica, (Libretto: Ferdinando Moretti), 1787
- Demetrio, Dramma per musica, (Libretto: Pietro Metastasio), 1787
- Artaserse, Dramma per musica, (Libretto: Pietro Metastasio), 1788
- Le due rivali, Commedia per musica, 1788
- Alessandro nell’Indie, Dramma per musica, (Libretto: Pietro Metastasio), 1788
- La generosità di Alessandro (Libretto: Carlo Francesco Badini nach Pietro Metastasio), 1791
- Il disertore francese, Commedia per musica, (Libretto: Bartolomeo Benincasa nach Michel-Jean Sedaine), 1789
- Ezio, Dramma per musica, (Libretto: Pietro Metastasio), 1789
- Giulio Sabino, Dramma per musica, (Libretto: Pietro Giovannini), 1790
- Il cavaliere errante, Dramma eroicomico, 1790
- Lo spazzacamino principe, Commedia per musica (Libretto: Giuseppe Carpani nach Maurin de Pompigny), 1790
- L’apoteosi d’Ercole, Dramma per musica (Libretto: Mattia Botturini), 1790
- La finta baronessa Commedia per musica, (Libretto: Filippo Livigni), 1790
- Tito Manlio,  Dramma per musica, (Libretto: Gaetano Roccaforte), 1791
- Don Chisciotte, Commedia per musica, 1791
- L’olimpiade, Dramma per musica, (Libretto: Pietro Metastasio), 1792
- Adrasto re d’Egitto, Dramma per musica, (Libretto: Giovanni de Gamerra), 1792
- La morte di Nerone, Dramma per musica, 1792
- Dorval e Virginia, Dramma prosa e musica, (Libretto: Giuseppe Maria Foppa), 1793
- Paolo e Virginia Lo stravagante, Commedia per musica, Commedia per musica, 1793
- Le Danaidi, Dramma per musica, (Libretto: Gaetano Sertor), 1794
- L’impostura poco dura, Commedia per musica nach Giovanni Batista Neri, 1795
- Ciro riconosciuto, Dramma per musica, (Libretto: Pietro Metastasio), 1796
- Isacco figura del redentore, Oratorium, (Libretto: Pietro Metastasio), 1796
- La congiura pisoniana, Dramma per musica, (Libretto: Francesco Saverio Salfi), 1797
- Le cabriolet jaune ou Le Phénix d'Angoulême, Opéra comique, 1798
- Aurore de Gusman, Opéra comique, 1799
- Le Général suédois, Opéra comique (Libretto: Charles-Simon Favart), 1799
- Le Trente et quarante, Opéra comique (Libretto: Alexandre Duval), 1799
- D’auberge en auberge ou Les préventions, Opéra comique (Libretto: Emanuel Mercier-Dupaty), 1800
- Une aventure de M. de Sainte-Foix ou Le Coup d’épée, Opéra comique, (Libretto: Alexandre Duval), 1802
- Astolphe et Alba ou A quoi la fortune, Opéra comique (Libretto: Philippe-Paul de Ségur), 1802